# قرار مجلس الأمن التابع للأمم المتحدة رقم 1347
قرار مجلس الأمن التابع للأمم المتحدة رقم 1347، المتخذ بالإجماع في 30 آذار / مارس 2001، بعد التذكير بالقرارات 955 (1994) و1165 (1998) و1329 (2000)، أحال المجلس قائمة المرشحين لمناصب قضاة دائمين في المحكمة الجنائية الدولية لرواندا إلى الجمعية العامة للنظر فيها.

وكانت قائمة المرشحين التي اقترحها الأمين العام كوفي عنان على النحو التالي: 
- موينو أمينو (بنين)
- فريدريك مويلا شومبا (زامبيا)
- ونستون تشرشل ماتانزيما ماكوتو (ليسوتو)
- هاريس مايكل متيجا (ملاوي)
- أرليت راماروسون (مدغشقر)

 في أبريل 2001، انتخبت الجمعية العامة أرليت راماروسون ووينستون تشرشل ماتانزيما ماكوتو للخدمة في المحكمة الجنائية الدولية لرواندا حتى انتهاء ولايتهما في 24 مايو 2003.

## روابط خارجية
- نص القرار في undocs.org